# Јосип Пиварић
Јосип Пиварић (Загреб, 30. јануар 1989) је хрватски професионални фудбалер, који игра на позицији одбрамбеног играча за ФК Динамо Кијев и фудбалску репрезентацију Хрватске.

## Каријера

### ГНК Динамо
Фудбалску каријеру започео је у млађим саставима ГНК Динамо, а за први тим први пут је заиграо 2008. године. Био је на позајмици у Локомотиви Загреб у периоду од 2008. до 2012. године. У јануару 2009. године потписао је уговор на седам и по година са ГНК Динамо и у клубу играо до 2017. године.
У јануару 2012. године приступио је првом тиму ГНК Динамо, а прву утакмицу одиграо је 25. фебруара 2012. године против НК Карловац, када је његов тим славио резултатом 0–3. Први гол постигао је 21. априла 2012. године против ХНК Ријека, а меч је завршен резултатом 1–1. За свој тим битан гол постигао је у септембру 2015. године против ФК Арсенал у оквиру Лиге шампиона у сезони 2015/16.
Због повреде лигамената у јануару 2016. године, Пиварић је био одсутан читаве сезоне и пропустио Европско првенство у фудбалу 2016.

### ФК Динамо Кијев
Године 2017. потписао је трогодишњи уговор за украјински Динамо из Кијева.

## Репрезентативна каријера
Пиварић је од 2005. године играо за младе фудбалске репрезентације Хрватске, а 14. августа 2013. године заиграо је за национални тим Хрватске, први пут на утакмици против репрезентације Лихтенштајна.
У мају 2018. године позван је у национални тим Хрватске за Светско првенство у фудбалу 2018. године у Русији.

## Статистика каријере

### Репрезентативна
Статистика до 26. јуна 2018.
| Хрватска | Хрватска | Хрватска |
| Год      | Ута      | Гол      |
| -------- | -------- | -------- |
| 2013     | 2        | 0        |
| 2014     | 0        | 0        |
| 2015     | 3        | 0        |
| 2016     | 4        | 0        |
| 2017     | 9        | 0        |
| 2018     | 2        | 0        |
| Укупно   | 20       | 0        |